# ARD-Hitnacht

Karte der Sender, welche die ARD-Hitnacht übernehmen. Stand: Mai 2025

Die ARD-Hitnacht ist das gemeinsame Nachtprogramm der Oldie- und Landes-Hörfunkprogramme der ARD. Sie startete am 4. Oktober 2011 und ersetzte somit den zuvor seit 1959 produzierten ARD-Nachtexpress und den ARD-Radiowecker.

## Geschichte von 2011 bis 2018
Im Vergleich zu den Vorgängersendungen ARD-Nachtexpress und ARD-Radiowecker verringerte sich die Zahl der gebenden Sender ab 2011 erheblich. Der Grund hierfür war das Bestreben der Sender zu intensiverer Kooperation angesichts der wesentlich geringeren Hörerzahl und damit Reichweite in der Nacht.
Von Oktober 2011 bis Januar 2018 produzierte SR 3 Saarlandwelle in den Nächten von Sonntag auf Montag bis Freitag auf Samstag die Sendung. Es moderierten abwechselnd Nadja Dominik, Dieter Exter, Andree Werner und Frank Hofmann vom Saarländischen Rundfunk. Gespielt wurden Oldies und sonstige populäre Unterhaltungsmusik aus den 1960er- bis 1980er-Jahren. Die Mehrheit der gespielten Musiktitel sind internationaler Herkunft, ein kleiner Prozentsatz aus deutschsprachiger Produktion, hauptsächlich aus dem Pop-Bereich.
In der Nacht vom Samstag auf den Sonntag wurde die ARD-Hitnacht von WDR 4 als Rhythmus der Nacht mit Schlager- und Partyhits gestaltet. Diese Variante der Sendung wurde am 14. Januar 2018 eingestellt.
Zur vollen Stunde werden seit 2011 die Nachrichten der ARD-Infonacht übernommen.
Folgende Sender übernahmen das Programm:
- Antenne Brandenburg
- hr4
- SR 3 Saarlandwelle
- SWR4 Baden-Württemberg
- SWR4 Rheinland-Pfalz
- WDR 4

Antenne Brandenburg übernahm die ARD-Hitnacht von Montag bis Freitag nur bis 5:00 Uhr.
Bayern 1 übernahm bis zum 7. März 2016 die ARD-Hitnacht und sendete seitdem ein eigenes Nachtprogramm. Es blendete sich nicht wie alle anderen nehmenden Programme um 0:05 Uhr in die Sendung ein, sondern es wurden zuerst Verkehrsnachrichten gesendet und anschließend die Bayernhymne, die Deutsche Nationalhymne sowie die Europahymne gespielt. Die Aufschaltung auf das gemeinsame Programm erfolgte gegen 00:09 Uhr; bereits ab 05:00 Uhr sendete Bayern 1 wieder ein eigenes Tagesprogramm.

## 2018 bis 2020
Von 17. Januar 2018 bis 31. Dezember 2020 gestaltete der Norddeutsche Rundfunk (NDR) die ARD-Hitnacht. In vierwöchigem Wechsel wurde die Sendung von einem der vier NDR-Landesfunkhäuser (NDR 90,3 in Hamburg, NDR 1 Niedersachsen in Hannover, NDR 1 Welle Nord in Kiel und NDR 1 Radio MV in Schwerin) produziert. Die NDR-Zentralnachrichten wurden von allen angeschlossenen Sendern übernommen, bis auf WDR 4 und Antenne Brandenburg, die für eigene Nachrichten die ARD-Hitnacht verließen, um sie danach wieder zu übernehmen.
Folgende Sender übernahmen das Programm:
- Antenne Brandenburg
- hr4
- NDR 1 Niedersachsen
- NDR 1 Radio MV
- NDR 1 Welle Nord
- NDR 90,3
- SR 3 Saarlandwelle
- SWR4 Baden-Württemberg
- SWR4 Rheinland-Pfalz
- WDR 4

Das Programm wurde von 22:10 Uhr bis sechs Uhr angeboten. Bis Mitternacht lief es nur auf den NDR-Landesprogrammen, montags bis freitags ab 23:30 Uhr unterbrochen durch die Berichte von heute. Antenne Brandenburg, SR 3 und auch die gebenden NDR-Programme sendeten montags bis freitags bereits ab fünf Uhr ein eigenes Tagesprogramm. Das bedeutet, in der letzten Stunde war die Sendung werktags auf den Sendern, bei denen sie produziert wurde, nicht mehr zu hören, sondern nur noch auf hr4, SWR4 und WDR 4.

## Seit 2021
Seit dem 1. Januar 2021 kommt die ARD-Hitnacht vom Mitteldeutschen Rundfunk. Die Sendung wird im wöchentlichen Wechsel von den drei MDR-Landesfunkhäusern in Dresden, Magdeburg und Erfurt produziert. Das Musikformat ist ein melodiöses Oldie-Based AC. Es werden vorzugsweise Evergreens aus den 1970er und 1980er Jahren gespielt. Die Nachrichten kommen als Zulieferung weiterhin vom NDR und werden von allen angeschlossenen Sendern übernommen, bis auf WDR 4 und Antenne Brandenburg und (seit 13. Januar 2025) SWR1, die für eigene Nachrichten die ARD-Hitnacht verlassen, um sie danach wieder zu übernehmen.
hr4 stieg am 12. Januar 2025 aus der ARD-Hitnacht aus und übernimmt seitdem die ARD-Schlagernacht.
SWR 1 hat sein gemeinsames Nachtprogramm für SWR1 Baden-Württemberg und SWR1 Rheinland-Pfalz „SWR1 Die Nacht“, welches von Bremen Eins und hr1 übernommen wurde letztmals am Sonntag, 12. Januar 2025 gesendet. Seit dem 13. Januar übernehmen die vier Programme die ARD-Hitnacht.
Bayern 1 übernimmt seit der Nacht von Montag, 5. Mai auf Dienstag, 6. Mai 2025 wieder die ARD-Hitnacht. Diese wurde bereits bis März 2016 übernommen, in der Zwischenzeit sendete man eigenes Programm. Die Hitnacht wird montags bis freitags von 23:00 Uhr bis 5:00 Uhr und samstags, sonntags sowie feiertags von 23:00 Uhr bis 6:00 Uhr übernommen. Die auf Bayern 1 obligatorisch gespielten Hymnen, die bisher nach den Mitternachtsnachrichten gesendet wurden, werden nun vor den Mitternachtsnachrichten gesendet. Die Nachrichten werden ebenfalls vom MDR übernommen.
Folgende Sender übernehmen das Programm:
- Antenne Brandenburg
- Bayern 1
- Bremen Eins
- hr1
- MDR Sachsen
- MDR Sachsen-Anhalt
- MDR Thüringen
- NDR 1 Niedersachsen
- NDR 1 Radio MV
- NDR 1 Welle Nord
- NDR 90,3
- SR 3 Saarlandwelle
- SWR1 Baden-Württemberg
- SWR1 Rheinland-Pfalz
- SWR4 Baden-Württemberg
- SWR4 Rheinland-Pfalz
- WDR 4

Das Programm wird von 23:00 Uhr bis 06:00 Uhr angeboten. Alle Programme außer SWR4 und WDR 4 senden montags bis freitags (Bremen Eins, SR 3 und SWR1 auch samstags) bereits ab fünf Uhr ein eigenes Tagesprogramm. Das bedeutet: Werktags ist die Sendung in der letzten Stunde auf den Sendern, bei denen sie produziert wird, nicht mehr zu hören, sondern nur noch auf SWR4 und WDR 4. Am Wochenende und an gesetzlichen Feiertagen wird die ARD-Hitnacht im Regelfall von allen Programmen bis 6:00 Uhr übernommen.